# گرگ تنها و توله: کالسکه بچه در خطر
گرگ تنها و توله:کالسکه بچه در خطر (به ژاپنی: 子連れ狼 親の心子の心 or Kozure Ōkami: Oya no kokoro ko no kokoro) فیلمی در ژانر سینمای سامورایی است که در سال ۱۹۷۲ اکران شد. از بازیگران آن می‌توان به تومیسابورو واکایاما اشاره کرد.